# Guerau Gener

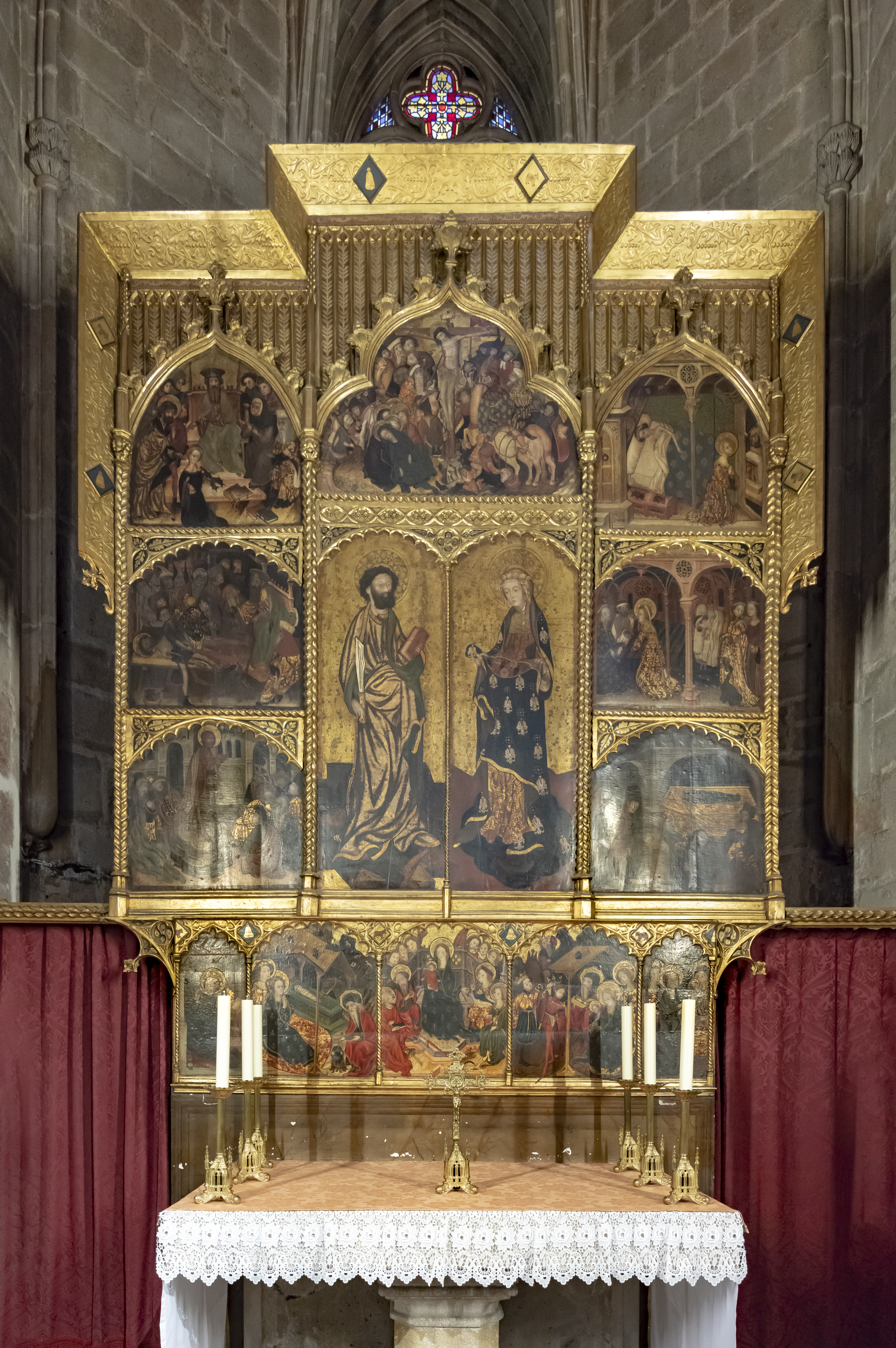
Retabel met Bartholomeus en Elisabeth, nu in de Maria Magdalena kapel van de kathedraal van Barcelona

Guerau Gener (Barcelona 1368/1369 - ca. 1410) was een Catalaans kunstschilder die werkte in de stijl van de internationale gotiek.

## Biografie
Hij was de zoon van een koopman uit Barcelona maar kreeg waarschijnlijk zijn opleiding in Valencia. Hij werd voor het eerst vernoemd in documenten in Barcelona in 1390 en op 16 juni 1391 tekende hij een contract met Lluis Borrassá in Barcelona dat evenwel slechts drie maand zou duren. Het is mogelijk dat hij kort daarna naar Valencia verhuisde gezien het tot 1399-1400 zou duren voor hij weer in documenten voorkomt in Barcelona.
Hij werkte voor belangrijke opdrachtgevers zoals het klooster van Santes Creus en de kathedralen van Barcelona, Siena en Monreale op Sicilië. Hij vestigde zich in 1405 opnieuw in Valencia waar hij samenwerkte met Andreu Marçal de Sas en Gonçal Peris Sarrià. In 1408 keerde hij terug naar Barcelona waar hij een nieuwe stijl introduceerde die gebaseerd was op de Valenciaanse schilderkunst. Zijn carrière werd vroegtijdig afgebroken bij zijn overlijden omstreeks 1410.

Reconstructie van het retabel voor het klooster van Santes Creus

## Werken
Zijn eerste gedocumenteerde werk uit 1401 is een retabel met de HH. Bartholomeus en Elisabeth, dat werd besteld door Bartomeua Bou, de weduwe van Francesc Santcliment voor de familiekapel in de kathedraal van Barcelona, waarin de invloed van Pere Nicolau duidelijk merkbaar was.
Tussen 1405 en 1407 verbleef hij in Turia, waar hij samenwerkte met Gonçal Peris aan het altaarstuk met Dominicus Guzmán dat hij maakte voor de kapel van de heilige Dominicus in de kathedraal van Valencia. Dit is waarschijnlijk het werk dat vandaag bewaard wordt in het Prado.
Ook in 1407 schilderde hij een altaarstuk voor de kathedraal van Monreale op Sicilië. Dit werk is niet bewaard gebleven.
Tussen 1407 en 1410 werkte hij aan een groot retabel voor het klooster van Santes Creus. De initiële opdracht hiervoor ging naar Pere Serra die ook het werk begon. Na zijn dood werd het verder bewerkt door Guerau Gener, om uiteindelijk in 1411 afgewerkt te worden door Lluís Borrassà. Nu is het verdeeld en wordt bewaard in het Museu Nacional d'Art de Catalunya, het Museo Diocesano de Tarragona en in een privécollectie.
Een paneel met de heilige Johannes de Doper in de  Alfred P. Sloan collectie in New York wordt aan hem toegewezen.
- International Standard Name Identifier: 0000 0000 7024 7456
- RKD-Nederlands Instituut voor Kunstgeschiedenis: 30863
- Union List of Artist Names: 500036339
- Virtual International Authority File: 95908304